# Matthew Nathan
Pour les articles homonymes, voir Nathan.
Matthew Nathan (3 janvier 1862 - 18 avril 1939) est un officier britannique et administrateur colonial, qui est gouverneur de la Sierra Leone, de la Gold Coast, de Hong Kong, du Natal et du Queensland. Il est sous-secrétaire pour l'Irlande de 1914 à 1916, et est responsable, avec le secrétaire en chef, Augustine Birrell, de l'administration de l'Irlande dans les années précédant immédiatement l'Insurrection de Pâques.

## Jeunesse et début de carrière
Nathan est né à Paddington, à Londres, en Angleterre. Il est d'origine juive et le deuxième fils de l'homme d'affaires Jonah Nathan et de Miriam Jacob Nathan. Il est le frère du colonel Sir Frederick Nathan, officier de la Royal Artillery et surintendant de Waltham Abbey Royal Gunpowder Mills, et de Sir Nathaniel Nathan, juge colonial à Trinité-et-Tobago.
Nathan fait ses études à la Royal Military Academy de Woolwich, où il remporte la médaille Pollock (1880) avant d'être nommé au Royal Engineers en 1880. Il poursuit sa formation à la School of Military Engineering de Chatham de 1880 à 1884.
Nathan est envoyé à des expéditions militaires au Soudan (1884-1885) et à Lushai, en Inde (1889-1894). Il est promu capitaine en 1889 et devient secrétaire du Comité de défense coloniale entre 1896 et 1898. Nathan est promu major en 1898.

## Service colonial
Nathan est nommé gouverneur par intérim de la Sierra Leone de 1899 à 1900. À la fin de l'année, il est nommé gouverneur de la Gold Coast, poste qu'il occupe jusqu'en 1903. En 1902, Nathan importe dans la Gold Coast une voiture à vapeur française Gardner-Serpollet de 543 £ pour son utilisation sur les routes autour d'Accra . Il est nommé chevalier commandeur de l'Ordre de Saint-Michel et Saint-Georges (KCMG) dans la liste des honneurs du couronnement de 1902 publiée le 26 juin 1902 .
En 1903, Nathan est nommé gouverneur de Hong Kong, poste qu'il occupe jusqu'en 1907. Au cours de son mandat, Nathan utilise sa formation d'ingénieur pour établir une politique centrale d'urbanisme et de reconstruction. Il construit une artère principale dans la zone marécageuse de la péninsule de Kowloon ; ridiculisé à l'époque sous le nom de "Nathan's Folly", il s'est développé en une grande avenue commerçante, nommée par la suite Nathan Road . La construction du chemin de fer Kowloon-Canton commence pendant cette période.
En 1907, Nathan est nommé gouverneur du Natal (jusqu'en 1909). La même année, il est élevé au grade supérieur de lieutenant-colonel. En 1909, il retourne en Angleterre et occupe le poste de secrétaire du General Post Office, jusqu'en 1911. Il est président du Board of Inland Revenue entre 1911 et 1914.

## Sous-secrétaire pour l'Irlande
Nathan est nommé sous-secrétaire pour l'Irlande à la fin de 1914, peu de temps après le déclenchement de la Première Guerre mondiale et la promulgation du Home Rule Act 1914 . Son supérieur immédiat est le secrétaire en chef, Augustine Birrell. Le Lord-lieutenant d'Irlande est alors en grande partie un poste d'apparat, et le secrétaire en chef passe une grande partie de son temps à Londres, où il est membre du cabinet. Par conséquent, le sous-secrétaire est en fait le chef de l'administration en Irlande .
Le travail de Nathan consiste à assurer la liaison avec le Parti parlementaire irlandais (IPP) pour les préparer à l'autonomie gouvernementale. Il est également préoccupé par le recrutement en Irlande et reçoit des rapports réguliers de la police et de l'armée sur des activités anti-recrutement et indépendantistes, notamment la menace d'une invasion allemande ou d'un débarquement d'armes à l'appui d'un soulèvement irlandais . Alarmé par le nombre croissant de séparatistes dans la fonction publique, Nathan écrit aux autorités pour les faire transférer en Angleterre, et obtient finalement l'approbation du cabinet pour une lettre avertissant les fonctionnaires qu'ils seraient licenciés s'ils restent membres des Irish Volunteers . Il utilise la Defense of the Realm Act 1914 pour supprimer des journaux qu'il considère comme séditieux, contre l'avis de l'IPP . En général, cependant, il évite toute action qui pourrait provoquer la violence.
Le 21 avril 1916, Nathan est informé qu'un bateau allemand a été arrêté au large des côtes du comté de Kerry transportant des armes et des munitions et qu'un homme a été arrêté après avoir débarqué d'un autre navire. L'homme arrêté est ensuite identifié comme étant Sir Roger Casement . Une mobilisation des volontaires irlandais fixée pour le dimanche de Pâques est annulée la veille. Nathan, croyant qu'un soulèvement a été évité, discute avec le Lord Lieutenant, Ivor Guest (1er vicomte Wimborne), de la nécessité de faire une descente dans les locaux associés aux Irish Volunteers et à l'Irish Citizen Army et d'arrêter leurs dirigeants . Nathan téléphone à Birrell, le secrétaire en chef, à Londres pour obtenir l'autorisation de ces actions.
Le lundi de Pâques, alors qu'il est dans son bureau du château de Dublin en attendant la réponse de Birrell, l'Insurrection de Pâques éclate et le château de Dublin lui-même est attaqué . Les portes du château sont fermées et les rebelles n'ont pas insisté dans l'attaque, mais Nathan est un prisonnier virtuel jusqu'à l'arrivée des troupes du camp de Curragh lundi soir . Nathan reste au château pour le reste de la semaine (déplacé dans les écuries pour accueillir les militaires), où il reste en contact avec Londres, tenant le gouvernement au courant de la situation et aidant à répondre aux questions au Parlement .
L'Insurrection prend fin le 30 avril. Le même jour, Birrell offre sa démission, et le 3 mai, à la demande de Birrell, Nathan démissionne également . La Commission royale sur la rébellion de 1916 (la commission Hardinge) critique Birrell et Nathan, en particulier leur incapacité à prendre des mesures contre les rebelles dans les semaines et les mois qui ont précédé le soulèvement .

## Fin de carrière
Après sa démission, Nathan est nommé secrétaire du ministère des Pensions, poste qu'il occupe jusqu'en 1919. En 1920, il est nommé gouverneur du Queensland et occupe ce poste jusqu'en 1925. C'est son dernier poste dans le service colonial. Au cours de son mandat, Nathan soutient activement la migration britannique vers le Queensland. En 1922, il fonde, avec Henry Caselli Richards, le comité de la Grande Barrière. Il est chancelier de l'Université du Queensland en 1922-1925 et reçoit un doctorat honorifique en 1925. Après l'expiration de son mandat de gouverneur, Nathan quitte le Queensland pour prendre sa retraite dans le Somerset, en Angleterre, où il est décédé dans le village de West Coker en 1939. Il est enterré au cimetière juif de Willesden, à Londres.
Nathan Road, la principale artère commerciale de la péninsule de Kowloon (autrement connue sous le nom de Golden Mile), porte son nom. En Australie, Nathan et Nathan Heights à Brisbane (la capitale du Queensland) et Nathan Street dans la banlieue de Canberra à Deakin portent son nom. Nathan House, une pension pour les apprenants de Form 2 au Maritzburg College à Pietermaritzburg, en Afrique du Sud, est nommé en son honneur. Scottburgh, en Afrique du Sud, a également une rue nommée d'après Sir Matthew Nathan.